# GRRR!
GRRR! es un disco recopilatorio de la banda británica The Rolling Stones, lanzado el 9 de noviembre de 2012 en Europa y el 12 de noviembre para el resto del mundo, Fue publicado como motivo de conmemoración del aniversario número 50 de la banda. El álbum cuenta con dos nuevas canciones: «Doom and Gloom» y «One More Shot», las cuales fueron grabadas durante el mes de agosto de 2012.
El nuevo sencillo «Doom and Gloom» fue lanzado a través de descarga digital el 11 de octubre de 2012. Alcanzó el puesto número 61 en las listas del Reino Unido, el número 26 en el Billboard Japan Hot 100 y el número 30 en la lista de Billboard Rock Songs en octubre de 2012. La revista Rolling Stone nombró a la canción como la decimoctava mejor canción de 2012.
El álbum alcanzó el número 3 en la lista de álbumes del Reino Unido y el número 19 en el Billboard 200 de Estados Unidos. Vendió más de 2 millones de copias en todo el mundo.

## Ediciones
GRRR! se lanzó en una edición normal de 40 pistas, una edición también normal pero de 50 pistas, una edición limitada de 50 pistas y una versión "super deluxe" de 80 pistas. La lista completa de temas fue anunciada el 9 de octubre de 2012.
- 40-canciones, 2-CD jewel case con libro de 12 páginas. Solo salió a la venta en Australia, Asia, en algunos países europeos y minoristas estadounidenses seleccionados.[7][8]
- 50-canciones, 3-CD digipak con libro de 12 páginas.
- 50-canciones, 3-CD box set con libro de tapa dura de 36 páginas y cinco postales.
- 50-canciones, 5-vinilos de doce pulgadas box set.
- 50-canciones, 1-Blu-ray Audio puro, no vídeo, caja transparente de Blu-ray, libro de 12 páginas. Solo lanzado en Europa y México.[9]
- 80-canciones, 4-CD boxset con CD bonus, vinilo de siete pulgadas, libro de tapa dura, póster y postales.[1]

## Arte de portada
Todas las ediciones cuentan con el arte de Walton Ford. La obra de arte representa a un gorila con el logo de lengua y labios de los Stones creado por John Pasche, adaptada de la serie de pinturas sobre King Kong de Ford titulada "I Don’t Like to Look at Him, Jack. It Makes Me Think of that Awful Day on the Island". Ford explicó que "vio a los Rolling Stones como una especie de gorila espalda plateada", y la banda podría compararse con Kong debido a "la magnitud de su logro durante 50 años". 
La banda aprobó la imagen declarando que "La irreverencia de las imágenes de Walton Ford capturó el espíritu de la gira”, pero los fanáticos no fueron tan acogedores. Ford reaccionó a las críticas diciendo que "las últimas personas a las que quería agradar eran los fanáticos de los Stones", ya que sentía que "tenían sus propios rencores" y "parecen estar siempre enojados con la banda por muchas razones". Ford realizó ediciones limitadas del arte y las puso a la venta. Una aplicación de realidad aumentada permitió ver una versión animada de la portada de GRRR! Los estudios Hingston se encargaron de la dirección de arte del álbum, incluida la tipografía manuscrita utilizada en la portada y en la campaña publicitaria.

## Lista de canciones
Todas las canciones compuestas por Mick Jagger y Keith Richards, excepto donde lo indica.

### Versión de 40 pistas
|  | Disco 1 1. "Come On" (Chuck Berry) - 1:50 2. "Not Fade Away" (Charles Hardin, Norman Petty) - 1:48 3. "It's All Over Now" - 3:26 4. "Little Red Rooster" (Willie Dixon) - 3:05 5. "The Last Time" - 3:41 6. "(I Can't Get No) Satisfaction" - 3:44 7. "Get Off of My Cloud" - 2:56 8. "As Tears Go By" (Jagger/Richards/Andrew Loog Oldham) - 2:46 9. "19th Nervous Breakdown" - 3:59 10. "Have You Seen Your Mother, Baby, Standing in the Shadow?" - 2:37 11. "Paint It, Black" - 3:23 12. "Let's Spend the Night Together" - 3:39 13. "Ruby Tuesday" - 3:15 14. "Jumpin' Jack Flash" - 3:43 15. "Street Fighting Man" - 3:16 16. "Sympathy for the Devil" - 6:19 17. "Honky Tonk Women" - 3:01 18. "You Can't Always Get What You Want" - 7:30 19. "Gimme Shelter" - 4:33 20. "Wild Horses" - 5:45 | Disco 2 1. "Brown Sugar" - 3:49 2. "Tumbling Dice" - 3:46 3. "It's Only Rock 'n' Roll (But I Like It)" - 4:20 - editado 4. "Angie" - 4:32 5. "Fool to Cry" - 4:07 - editado 6. "Beast of Burden" - 3:30 - editado 7. "Miss You" - 3:49 - editado 8. "Respectable" - 3:09 9. "Emotional Rescue" - 3:43 - editado 10. "Start Me Up" - 3:32 11. "Waiting on a Friend" - 4:35 12. "Happy" - 3:06 13. "Undercover of the Night" - 4:13 - editado 14. "Harlem Shuffle" (Bob Relf/Earl Nelson) - 3:23 15. "Mixed Emotions" - 4:00 - editado 16. "Love Is Strong" - 3:47 17. "Anybody Seen My Baby?" (Jagger/Richards/k.d. lang/Ben Mink) - 4:07 - editado 18. "Don't Stop" - 3:29 - editado 19. "Doom and Gloom" - 4:07 20. "One More Shot" - 3:06 |

### Versión de 50 pistas
|  | Disco 1 1. "Come On" (Chuck Berry) - 1:50 2. "Not Fade Away" (Charles Hardin, Norman Petty) - 1:48 3. "It's All Over Now" (Bobby Womack/Shirley Womack) - 3:26 4. "Little Red Rooster" (Willie Dixon) - 3:05 5. "The Last Time" - 3:41 6. "(I Can't Get No) Satisfaction" - 3:44 7. "Time Is on My Side" (Norman Meade) - 3:00 8. "Get Off of My Cloud" - 2:56 9. "Heart of Stone" - 2:50 10. "19th Nervous Breakdown" - 3:59 11. "As Tears Go By" (Jagger/Richards/Andrew Loog Oldham) - 2:46 12. "Paint It, Black" - 3:23 13. "Under My Thumb" - 3:42 14. "Have You Seen Your Mother, Baby, Standing in the Shadow?" - 2:37 15. "Ruby Tuesday" - 3:15 16. "Let's Spend the Night Together" - 3:39 17. "We Love You" - 4:22 | Disco 2 1. "Jumpin' Jack Flash" - 3:43 2. "Honky Tonk Women" - 3:01 3. "Sympathy for the Devil" - 6:19 4. "You Can't Always Get What You Want" - 7:30 5. "Gimme Shelter" - 4:33 6. "Street Fighting Man" - 3:16 7. "Wild Horses" - 5:45 8. "She's a Rainbow" - 4:13 - editado 9. "Brown Sugar" - 3:49 10. "Happy" - 3:06 11. "Tumbling Dice" - 3:46 12. "Angie" - 4:32 13. "Rocks Off" - 4:33 14. "Doo Doo Doo Doo Doo (Heartbreaker)" - 3:27 15. "It's Only Rock 'n Roll (But I Like It)" - 4:20 - editado 16. "Fool to Cry" - 4:07 - editado | Disco 3 1. "Miss You" - 3:49 - editado 2. "Respectable" - 3:09 3. "Beast of Burden" - 3:30 - editado 4. "Emotional Rescue" - 3:43 - editado 5. "Start Me Up" - 3:32 6. "Waiting on a Friend" - 4:35 7. "Undercover of the Night" - 4:13 - editado 8. "She Was Hot" - 4:41 9. "Streets of Love" - 5:09 10. "Harlem Shuffle" (Bob Relf/Earl Nelson) - 3:23 11. "Mixed Emotions" - 4:00 - editado 12. "Highwire" - 3:44 - editado 13. "Love Is Strong" - 3:47 14. "Anybody Seen My Baby?" (Jagger/Richards/k.d. lang/Ben Mink) - 4:07 - editado 15. "Don't Stop" - 3:29 - editado 16. "Doom and Gloom" - 4:07 17. "One More Shot" - 3:06 |

### Versión de 80 pistas
|  | Disco 1 1. "Come On" 2. "I Wanna Be Your Man" (John Lennon/Paul McCartney) 3. "Not Fade Away" 4. "That's How Strong My Love Is" (Roosevelt Jamison) 5. "It's All Over Now" 6. "Little Red Rooster" 7. "The Last Time" 8. "(I Can't Get No) Satisfaction" 9. "Heart of Stone" 10. "Get Off of My Cloud" 11. "She Said Yeah" (Larry Williams) 12. "I'm Free" 13. "Play with Fire" (Nanker Phelge) 14. "Time Is on My Side" 15. "19th Nervous Breakdown" 16. "Paint It, Black" 17. "Have You Seen Your Mother, Baby, Standing in the Shadow?" 18. "She's a Rainbow" - editado 19. "Under My Thumb" 20. "Connection" 21. "As Tears Go By" | Disco 2 1. "Let's Spend the Night Together" 2. "Mother's Little Helper" 3. "We Love You" 4. "Dandelion" 5. "Lady Jane" 6. "Flight 505" 7. "2000 Light Years from Home" 8. "Ruby Tuesday" 9. "Jumpin' Jack Flash" 10. "Sympathy for the Devil" 11. "Child of the Moon" 12. "Salt of the Earth" 13. "Honky Tonk Women" 14. "Midnight Rambler" 15. "Gimme Shelter" 16. "You Got the Silver" 17. "You Can't Always Get What You Want" 18. "Street Fighting Man" 19. "Wild Horses" | Disco 3 1. "Brown Sugar" 2. "Bitch" 3. "Tumbling Dice" 4. "Rocks Off" 5. "Happy" 6. "Doo Doo Doo Doo Doo (Heartbreaker)" 7. "Angie" 8. "It's Only Rock 'n Roll (But I Like It)" - editado 9. "Dance Little Sister" 10. "Fool to Cry" - editado 11. "Respectable" 12. "Miss You" - editado 13. "Shattered" 14. "Far Away Eyes" 15. "Beast of Burden" - editado 16. "Emotional Rescue" - editado 17. "Dance (Pt. 1)" (Jagger/Richards/Ronnie Wood) 18. "She's So Cold" 19. "Waiting on a Friend" 20. "Neighbours" |

|  | Disco 4 1. "Start Me Up" 2. "Undercover of the Night" - editado 3. "She Was Hot" 4. "Harlem Shuffle" 5. "Mixed Emotions" - editado 6. "Highwire" - editado 7. "Almost Hear You Sigh" (Jagger/Richards/Steve Jordan) 8. "You Got Me Rocking" 9. "Love Is Strong" 10. "I Go Wild" 11. "Like a Rolling Stone" 12. "Anybody Seen My Baby?" - editado 13. "Saint of Me" - editado 14. "Don't Stop" - editado 15. "Rough Justice" 16. "Rain Fall Down" - editado 17. "Streets of Love" 18. "Plundered My Soul" 19. "Doom and Gloom" 20. "One More Shot" | Disco Bonus - IBC demos, 1963 1. "Diddley Daddy" (Ellas McDaniel) 2. "Road Runner" (McDaniel) 3. "Bright Lights, Big City" (Jimmy Reed) 4. "Honey What's Wrong" (Reed) 5. "I Want to Be Loved" (Dixon) Vinilo de 7 pulgadas EP - BBC session, 1964 Lado 1 1. "Route 66" (Bobby Troup) 2. "Cops and Robbers" (McDaniel) Lado 2 1. "You Better Move On" (Arthur Alexander) 2. "I Need You Baby (Mona)" (McDaniel) |

## Historia del lanzamiento
| Región                             | Datos                   |
| ---------------------------------- | ----------------------- |
| Todo el Mundo (excluyendo EE. UU.) | 12 de noviembre de 2012 |
| Estados Unidos                     | 13 de noviembre de 2012 |

## Posicionamiento en las listas
| País      | Lista                 | Posición máxima alcanzada | Fuente |
| --------- | --------------------- | ------------------------- | ------ |
| Argentina | CAPIF ranking mensual | 10 (noviembre de 2012)    | [ 15 ] |